# ایم-۹۵ آجل

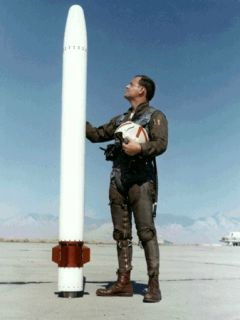
عکس نیروی دریایی ایالات متحده از موشک ایم-۹۵.

ایم-۹۵ آجل یک موشک هوابه‌هوا بود که توسط ایالات متحده ساخته شد. این موشک توسط نیروی دریایی ایالات متحده آمریکا برای تجهیز اف-۱۴ تام‌کت ساخته شد و جایگزین ایم-۹ سایدوایندر شد. تقریباً در همان زمان نیروی هوایی ایالات متحده در حال طراحی ایم-۸۲ برای تجهیزات اف-۱۵ ایگل بود و بعداً تلاش‌های خود را برای پیوستن به برنامه آجل کنار گذاشتند.